# Henry L. Fuqua
Henry Luse Fuqua, född 8 november 1865 i Baton Rouge, Louisiana, död där 11 oktober 1926, var en amerikansk demokratisk politiker. Han var Louisianas guvernör från 1924 fram till sin död.
Guvernör Ruffin Pleasant utnämnde Fuqua till fängelsedirektör vid Louisiana State Penitentiary och han fick fortsätta i ämbetet under John M. Parkers tid som guvernör. I demokraternas primärval inför guvernörsvalet 1924 besegrade Fuqua Louisianas viceguvernör Hewitt Bouanchaud och Huey Long. Den sistnämnda föll ut redan i primärvalets första omgång. Fuqua, som var motståndare till Ku Klux Klan, vann sedan lätt i själva guvernörsvalet i och med att demokraterna var det klart dominerande partiet i delstatspolitiken i Louisiana vid den tidpunkten.
Fuqua efterträdde 1924 Parker som guvernör. Två år senare avled Fuqua i ämbetet och gravsattes på Magnolia Cemetery i Baton Rouge. Gravplatsen flyttades senare till Roselawn Memorial Park.